# Salvador Reyes Chávez
Salvador Reyes Chávez (Taxco de Alarcón, 4 maggio 1998) è un calciatore messicano, centrocampista del León.

## Caratteristiche tecniche
È un esterno sinistro.

## Carriera
Cresciuto nel settore giovanile del Monarcas Morelia, ha esordito in prima squadra il 10 agosto 2016 disputando l'incontro di Copa MX pareggiato 1-1 contro il Murciélagos. La stagione seguente ha esordito in Liga MX nel corso del match pareggiato 1-1 contro il Monterrey mentre a settembre ha segnato la sua prima rete, portando momentaneamente in vantaggio la sua squadra nel corso dell'incontro di Copa MX pareggiato 1-1 contro l'Oaxaca.
Ceduto in prestito al Cimarrones per trovare un po' di continuità nel gennaio 2019, è subito diventato titolare fisso giocando 15 incontri in Ascenso MX e 3 nella coppa nazionale.
Rientrato a Morelia per fine prestito, nei successivi tre mesi è stato impiegato di rado e nel gennaio 2020 si è trasferito a titolo definitivo al Puebla.

## Statistiche
Statistiche aggiornate al 26 settembre 2020.

### Presenze e reti nei club
| Stagione                | Squadra                 | Campionato              | Campionato | Campionato | Coppe nazionali | Coppe nazionali | Coppe nazionali | Coppe continentali | Coppe continentali | Coppe continentali | Altre coppe | Altre coppe | Altre coppe | Totale | Totale | Totale |
| Stagione                | Squadra                 | Comp                    | Pres       | Reti       | Comp            | Pres            | Reti            | Comp               | Pres               | Reti               | Comp        | Pres        | Reti        | Pres   | Reti   |        |
| ----------------------- | ----------------------- | ----------------------- | ---------- | ---------- | --------------- | --------------- | --------------- | ------------------ | ------------------ | ------------------ | ----------- | ----------- | ----------- | ------ | ------ | ------ |
| 2016-2017               | Monarcas Morelia        | LMX                     | 0          | 0          | CM              | 1               | 0               |                    | -                  | -                  |             | -           | -           | 1      | 0      |        |
| 2017-2018               | Monarcas Morelia        | LMX                     | 3          | 0          | CM              | 7               | 0               |                    | -                  | -                  |             | -           | -           | 10     | 0      |        |
| 2018-2019               | Monarcas Morelia        | LMX                     | 2          | 0          | CM              | 3               | 1               |                    | -                  | -                  |             | -           | -           | 5      | 1      |        |
| 2018-2019               | Cimarrones              | LDA                     | 15         | 3          | CM              | 3               | 0               |                    | -                  | -                  |             | -           | -           | 18     | 3      |        |
| 2019-2020               | Monarcas Morelia        | LMX                     | 1          | 0          | CM              | 2               | 0               |                    | -                  | -                  |             | -           | -           | 3      | 0      |        |
| Totale Monarcas Morelia | Totale Monarcas Morelia | Totale Monarcas Morelia | 6          | 0          |                 | 13              | 1               |                    | -                  | -                  |             | -           | -           | 19     | 1      |        |
| 2019-2020               | Puebla                  | LMX                     | 8          | 0          | CM              | 0               | 0               |                    | -                  | -                  |             | -           | -           | 8      | 0      |        |
| 2020-2021               | Puebla                  | LMX                     | 11         | 1          | -               | -               | -               |                    | -                  | -                  |             | -           | -           | 11     | 1      |        |
| Totale carriera         | Totale carriera         | Totale carriera         | 40         | 4          |                 | 16              | 1               |                    | -                  | -                  |             | -           | -           | 56     | 5      |        |

### Cronologia presenze e reti in nazionale
| Cronologia completa delle presenze e delle reti in nazionale ― Messico | Cronologia completa delle presenze e delle reti in nazionale ― Messico | Cronologia completa delle presenze e delle reti in nazionale ― Messico | Cronologia completa delle presenze e delle reti in nazionale ― Messico | Cronologia completa delle presenze e delle reti in nazionale ― Messico | Cronologia completa delle presenze e delle reti in nazionale ― Messico | Cronologia completa delle presenze e delle reti in nazionale ― Messico | Cronologia completa delle presenze e delle reti in nazionale ― Messico |
| Data                                                                   | Città                                                                  | In casa                                                                | Risultato                                                              | Ospiti                                                                 | Competizione                                                           | Reti                                                                   | Note                                                                   |
| ---------------------------------------------------------------------- | ---------------------------------------------------------------------- | ---------------------------------------------------------------------- | ---------------------------------------------------------------------- | ---------------------------------------------------------------------- | ---------------------------------------------------------------------- | ---------------------------------------------------------------------- | ---------------------------------------------------------------------- |
| 12-12-2021                                                             | Austin                                                                 | Messico                                                                | 2 – 2                                                                  | Cile                                                                   | Amichevole                                                             | -                                                                      |                                                                        |
| 7-6-2023                                                               | Mazatlán                                                               | Messico                                                                | 2 – 0                                                                  | Guatemala                                                              | Amichevole                                                             | -                                                                      | 72’                                                                    |
| Totale                                                                 |                                                                        | Presenze                                                               | 2                                                                      |                                                                        | Reti                                                                   | 0                                                                      |                                                                        |

## Palmarès

### Club

#### Competizioni nazionali
- Campionato messicano: 2

América: Apertura 2023, Clausura 2024